# Brechmorhoga tepeaca
Brechmorhoga tepeaca is een libellensoort uit de familie van de korenbouten (Libellulidae), onderorde echte libellen (Anisoptera).
De wetenschappelijke naam Brechmorhoga tepeaca is voor het eerst geldig gepubliceerd in 1908 door Calvert.